# Ostafrikanische Cricket-Nationalmannschaft
Die ostafrikanische Cricket-Nationalmannschaft (englisch East Africa cricket team) war eine Cricket-Mannschaft, die an internationalen Wettbewerben zwischen 1958 und 1989 teilnahm. Sie vertrat dabei die Staaten Kenia, Tansania, Uganda und Sambia und war somit eine jener „Nationalmannschaften“, in denen die Spieler aus mehr als einem Staat kamen. Das erste Spiel bestritt die Mannschaft 1958 gegen eine nichteuropäische Auswahl Südafrikas. Ostafrika nahm am Cricket World Cup 1975, sowie den ICC Trophies 1979, 1982 und 1986 teil. Bei den beiden letztgenannten Turnieren nahm Kenia mit seiner eigenen Mannschaft teil, wodurch Ostafrika Uganda, Tansania und Sambia vertrat.
Ost-Afrika war von 1966 bis 1989 ein assoziiertes Mitglied der International Cricket Conference (ICC; jetzt International Cricket Council) und wurde von der Ost- und Zentralafrikanische Cricket-Nationalmannschaft abgelöst.

## Geschichte

Flagge der East and Central Africa Cricket Conference, dem Verband der ostafrikanischen Cricket-Nationalmannschaft, später Ost- und Zentralafrika

Cricket etablierte sich in dem Gebiet während der britischen Kolonisation Ende des 19. Jahrhunderts. Nationale Spiele (Officials vs. Settlers, also „Behörden gegen Siedler“) wurden regulär von 1910 bis 1964 ausgetragen, es wurden jedoch keine interterritorialen Spiele arrangiert. Nach dem Zustrom indischer Arbeiter nach Afrika für den Bau des Schienennetzes in der Region nahm die Beliebtheit von Cricket zu. Zum Ende des Zweiten Weltkrieges war es eine der meist ausgeübten Sportarten in der Region. 1951 gründete sich die East Africa Cricket Conference (EACC, später East and Central Africa Cricket Conference, ECACC) als Cricketverband für die Region. Sie organisierte die interkolonialen Spiele zwischen ihren drei Gründungsmitgliedern Kenia, Uganda und Tanganjika. Später im selben Jahr empfing eine ostafrikanische Mannschaft Rhodesien.
Ostafrikas folgendes Spiel war 1956 gegen eine besuchende pakistanische Mannschaft. Unter ihrem Kapitän Denis Dawson (dem Bruder des südafrikanischen Test-Cricket-Spielers Ossie Dawson) verloren die Ostafrikaner das Dreitagesspiel mit acht Wickets. Im darauf folgenden Jahr unterlagen sie dem besuchenden Sunder Cricket Club mit neun Wickets. 1958 besuchte eine südafrikanische Mannschaft aus nichteuropäischen Spielern das Gebiet für ein Spiel gegen Ostafrika in Nairobi. Unter ihrem Kapitän Malcolm Ronaldson, einem früheren First-Class-Spieler für die Eastern Province, unterlag Ostafrika in dem Spiel den Südafrikanern mit sieben Wickets.
In den 1960er Jahren traf Ostafrika auf mehrere besuchende Mannschaften. 1962 trafen sie in zwei Spielen auf die Cricket-Mannschaft des Commonwealth. Im ersten Spiel in Nairobi (10. bis 12. Februar 1962) unterlagen die Ostafrikaner mit 20 Runs. Dieses Spiel blieb vor allem wegen des zügigen Century von Basil D’Oliveira im zweiten Innings des Commonwealth in Erinnerung. Im zweiten Spiel im Oktober, ebenfalls in Nairobi, schlug die Mannschaft des Commonwealth Ostafrika mit 118 Runs. Der Marylebone Cricket Club (MCC) bestritt 1963/64 drei Spiele in Uganda, eines in Tanganjika und sieben in Kenia. Eines der Spiele gegen die Ostafrikaner in Kampala gewann der MCC mit einem Innings und 71 Runs. Im selben Jahr trat Sambia dem jährlichen interregionalen Turnier bei, das damit zu einem Viererturnier wurde. 1966 trat Ostafrika der International Cricket Conference (ICC; heute International Cricket Council) als assoziiertes Mitglied bei. Im August 1967 gewannen die besuchenden Inder ein First-Class-Dreitagesspiel gegen Ostafrika mit acht Wickets. Eine internationale Mannschaft von englischen First-Class-Spielern erzielte 1968 in einem Dreitagesspiel gegen Ostafrika in Nairobi ein Remis.
Im Juni und Juli 1972 besuchte Ostafrika England für 18 Spiele gegen Regionalauswahlen und erzielte einen Sieg gegen Nordwales. Keines dieser Spiele besaß First-Class-Status. 1973/74 besuchte der MCC erneut Ostafrika. Im Dezember 1973 absolvierte er zwei Spiele in Sambia, gefolgt von zwei weiteren in Tansania und danach vier in Kenia. Das einzige Spiel gegen eine komplette Mannschaft Ostafrikas, das First-Class-Status besaß, gewann der MCC mit 237 Runs.
Ostafrika wurde zum ersten Cricket World Cup 1975 eingeladen, als eine von zwei Nicht-Testnationen neben Sri Lanka. Kenia stellte die Hälfte der 14 Spieler der ostafrikanischen Mannschaft. Vor dem Turnier schien die Teilnahme jedoch fraglich, nachdem Tansania damit gedroht hatte, seinen Spielern die Reise nach England aus Protest gegen die Südafrikatour 1974 der Rugbymannschaft British and Irish Lions zu verbieten. Die Teilnahme Ostafrikas galt als wichtiger Schritt für dieses Turnier, da die Teilnahme einer afrikanischen Mannschaft diesem erst den Status einer Weltmeisterschaft verlieh. Die zwei besten Cricketländer Afrikas, Südafrika und Rhodesien, beriefen ihre Spieler aufgrund ihrer „Rasse“ und wurden als Teil des Sportboykotts gegen Südafrika ausgeschlossen, woraufhin Ostafrika als Vertreter Afrikas teilnahm. Nach Aufwärmspielen gegen Somerset, Wales, Glamorgan und mehrere andere County Clubs traf es in der Vorrunde auf England, Indien und Neuseeland, unterlag jedoch in allen Spielen. Nach dem Turnier absolvierten die Ostafrikaner ein First-Class-Match gegen Sri Lanka auf dem County Ground in Taunton.
1978 besuchte die Minor Counties Cricket Association für sieben Spiele Kenia, davon zwei gegen Ostafrika. Das erste Spiel mit 60 Over gewannen die Minor Counties mit acht Wickets. Ein geplantes Dreitagesspiel wurde abgesagt. Ostafrika nahm an den ICC Trophies der Jahre 1979, 1982 und 1986 teil, ohne sich jedoch für die Cricket World Cups 1979, 1983 und 1987 zu qualifizieren.
Das jährliche Turnier zwischen den drei Gründungsmitglieder Kenia, Tansania und Uganda wurde bis 1980 ausgetragen. Ein Jahr später verließ Kenia die ostafrikanische Mannschaft und wurde selbst assoziiertes Mitglied des ICC. 1989 wurde aus der Mannschaft Ostafrikas die Ost- und Zentralafrikanische Cricket-Nationalmannschaft als Vertreter Ugandas, Tansanias, Sambias und Malawis.

## Spieler

### Spielerstatistiken
Insgesamt haben für Ostafrika 14 Spieler ODIs gespielt. Im Folgenden sind die Spieler aufgeführt, die für die ostafrikanische Mannschaft die meisten Runs und Wickets erzielt haben.

#### Runs
| ODI                  | ODI      | ODI  | ODI  |
| Spieler              | Zeitraum | ODIs | Runs |
| -------------------- | -------- | ---- | ---- |
| Frasat Ali           | 1975     | 3    | 57   |
| Ramesh Sethi         | 1975     | 3    | 54   |
| Jawahir Shah         | 1975     | 3    | 46   |
| Mehmood Quaraishy    | 1975     | 3    | 41   |
| Zulfiqar Ali         | 1975     | 3    | 39   |
| Stand: 9. April 2023 |          |      |      |

#### Wickets
| ODI                  | ODI      | ODI  | ODI     |
| Spieler              | Zeitraum | ODIs | Wickets |
| -------------------- | -------- | ---- | ------- |
| Zulfiqar Ali         | 1975     | 3    | 4       |
| Mehmood Quaraishy    | 1975     | 3    | 3       |
| John Nagenda         | 1975     | 1    | 1       |
| Ramesh Sethi         | 1975     | 3    | 1       |
| Parbhu Nana          | 1975     | 3    | 1       |
| Stand: 9. April 2023 |          |      |         |

### Mannschaftskapitäne
Insgesamt hat ein Spieler als Kapitän für Ostafrika bei einem ODI fungiert.
| ODI | ODI          | ODI      |
| Nr. | Name         | Zeitraum |
| --- | ------------ | -------- |
| 1   | Harilal Shah | 1975     |

## Bilanz
Die Mannschaft hat die folgenden Bilanzen gegen die Vollmitglieder des ICC im ODI-Cricket.
| Gegner     | ODIs | ODIs | ODIs | ODIs | ODIs |
| Gegner     | Sp.  | S    | U    | N    | NR   |
| ---------- | ---- | ---- | ---- | ---- | ---- |
| England    | 1    | 0    | 0    | 1    | 0    |
| Indien     | 1    | 0    | 0    | 1    | 0    |
| Neuseeland | 1    | 0    | 0    | 1    | 0    |

## Internationale Turniere

### Cricket World Cup
- 1975: Vorrunde[33]
- 1979: nicht qualifiziert (Qualifikation)[34]
- 1983: nicht qualifiziert (Qualifikation)[35]
- 1987: nicht qualifiziert (Qualifikation)[36]

- Von 1989 bis 2003 wurden Malawi, Tansania, Uganda und Sambia von der Ost- und Zentralafrikanische Cricket-Nationalmannschaft vertreten.[37]

### ICC Trophy
- 1979: Vorrunde[38]
- 1982: Vorrunde[39]
- 1986: Vorrunde[40]